# Шангуань Юньчжу
Шангуань Юньчжу (кит. 上官云珠; 2 марта 1920, Цзянъинь, Китайская республика — 23 ноября 1968, Шанхай) — китайская актриса, активно снимавшаяся в период с 1940 по 1960-е годы, наиболее известна по своим ролям в фильмах «Река течёт на восток» и «Вороны и воробьи». Считалась одной из самых талантливых и разносторонних актрис Китая, в 2005 году была названа одной из 100 лучших актеров за 100 лет китайского кино.
Шангуань родила троих детей, была трижды замужем, но все её браки закончились разводом. Предполагают, что у неё был роман с Мао Цзэдуном, за что она подвергалась жестоким преследованиям со стороны последователей жены Мао Цзян Цин во время «Культурной революции», что привело к самоубийству Шангуань в ноябре 1968 года.

## Биография
Шангуань Юньчжу родилась в 1920 году в городе Чанцзинь (长泾), провинция Цзянсу. Её имя при рождении было Вэй Цзюньлуо (韦均荦). Она была пятым и младшим ребёнком в семье. В 1936 году вышла замуж за друга своего брата, преподавателя искусств Чжан Даяна (张大炎) и в возрасте 17 лет родила сына, Чжан Цицзяня (张其坚).
Вскоре после её брака разразилась Вторая китайско-японская война. В ноябре 1937 года японцы вторглись в Цзянсу, и Вэй Цзюньлуо вместе с семьёй была вынуждена бежать в Шанхай. В Шанхае Вэй Цзюньлуо устроилась работать в фотостудии, принадлежащей Хэ Цзуоминю, который был фотографом в киностудии Mingxing Film Company. Под влиянием многих клиентов студии из киноиндустрии она увлеклась актёрской игрой. В 1940 году она поступила в школу театрального искусства. Она приняла имя Шангуань Юньчжу по предложено известного режиссёра Бу Ваньцана. Актриса дебютировала в 1941 году, сыграв в фильме «Увядшая роза».
В 1942 году Шангуань присоединился к драматической труппе «Тяньфэн», где познакомилась с драматургом Яо Ke (姚克). В следующем году актриса развелась с Чжан Даяном и вышла замуж за Яо. В августе 1944 года она родила дочь Яо Яо (姚姚). Тем не менее, её новый брак был столь же недолгим, на этот раз из-за неверности мужа. Пара развелась прежде, чем их дочери исполнилось два года. Шангуань впоследствии состояла в краткосрочных отношениях с актёром Лань Ма (蓝马).

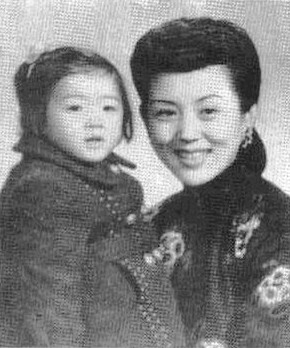
Шунгуань с дочерью Яо, конец 1940-х годов.

В послевоенный период актриса успешно продолжила актёрскую карьеру, исполнив главную роль в картине «Сон в раю» режиссёра Тан Сяоданя и роль второго плана в фильме «Да здравствует моя жена» режиссёра Сан Ху. Позже она снялась в нескольких фильмах, включая «Река течёт на восток» (1947), «Мириады огней» (1948, режиссёр Шэнь Фу), «Вороны и воробьи» (1949, режиссёр Чжэн Junli), и «Женщины бок о бок» (1949). Её мастерская игра в этих фильмах принесла ей широкую известность и признание критиков.
После победы коммунистов в гражданской войне и создания Китайской Народной Республики в 1949 году, Шангуань Юньчжу продолжила свою актёрскую карьеру. В 1951 году она в третий раз вышла замуж за Чэнь Шуяо (程述尧), менеджера шанхайского театрального лицея. У пары родился сын по имени Вэй Ран (韦然). Однако в скором времени Чэн Шуяо был подвергнут критике в ходе кампании «три и пять против», стартовавшей в 1952 году. Он был обвинён в растрате и под давлением признался в выдвинутых обвинениях. Шангуань была вынуждена подать на развод, и на этот раз её брак продлился менее двух лет.

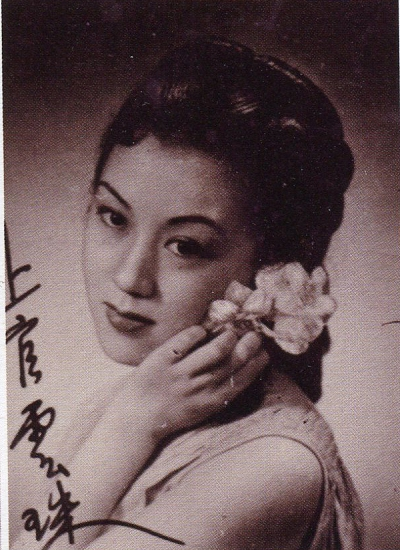
Фотография актрисы, 1940 год

Связь с Чэн Шуяо сказалась на карьере молодой актрисы, которая в течение нескольких лет не появлялась на экране в главных ролях. Ситуация изменилась в 1955 году, когда она снялась в фильме «Буря на Южном острове». Директор Бай Чен (白沉) выбрал её на ведущую роль героической медсестры, образ которой был крайне далёк от сложившегося амплуа актрисы, до этого игравшей преимущественно светских дам и богатых жен. С того времени Шангуань стала сниматься в разных ролях, активно демонстрируя многогранный актёрский талант. Её последней ролью стало эпизодическое появление в картине «Сёстры по сцене», где она сыграла уже немолодую актрису, которая в новом коммунистическом обществе не может отказаться от старых феодальных привычек, а вместе с тем не может вписаться в реалии новой жизни. Она постепенно теряет популярность среди публики и в итоге кончает жизнь самоубийством.
Шангуань Юньчжу была признана одной из самых талантливых и разносторонних актрис Китая, в 2005 году была названа одной из 100 лучших актёров за 100 лет китайского кино.

## Отношения с Мао Цзэдуном
Шангуань Юньчжу приписывали интимные отношения с Мао Цзэдуном. 10 января 1956 года Шангуань и Мао провели приватную беседу, во время которой Мао признал, что является поклонником актрисы. По слухам, Мао неоднократно просил о встречи с Шангуань.

## Болезнь и смерть
В 1966 году у Шангуань был диагностирован рак молочной железы, была проведена успешная операция. Тем не менее, спустя два месяца метастазы рака были обнаружены в мозгу. Одновременно с этим в Китае развернулась «культурная революция». Шангуань подверглась жестоким нападкам со стороны хунвейбинов, которые, как предполагается, были натасканы женой Мао Цзэдуна — Цзян Цин. После очередного жестокого избиения в 3 часа ночи 23 ноября 1968 года Шангуань Юньчжу совершила самоубийство, выпрыгнув из окна своей квартиры.